# Darisa
Darisa là một chi bướm đêm thuộc họ Geometridae.

## Các loài
- Darisa mucidaria (Walker, 1866)